# Modāsa
Modāsa är en ort i Indien.   Den ligger i distriktet Sabar Kāntha och delstaten Gujarat, i den västra delen av landet, 700 km sydväst om huvudstaden New Delhi. Modāsa ligger 147 meter över havet och antalet invånare är 58 970.
Terrängen runt Modāsa är platt. Runt Modāsa är det tätbefolkat, med 369 invånare per kvadratkilometer. Det finns inga andra samhällen i närheten. Trakten runt Modāsa består till största delen av jordbruksmark.